# スロベニアの首相
スロベニアの首相（スロベニアのしゅしょう）は、スロベニアにおける行政府の長。正式にはスロベニア共和国政府首班（スロベニアきょうわこくせいふしゅはん、スロベニア語: Predsednik Vlade Republike Slovenije）であるが、首相と意訳されることが多い。1991年にスロベニアがユーゴスラビア社会主義連邦共和国から独立した際に創設された。議会下院から選出され、議会で過半数の支持が必要となる。

## スロベニア社会主義共和国の政府首班
ユーゴスラビア社会主義連邦共和国の構成国の一つであったスロベニア社会主義共和国（1943年～1990年）における、政府首班の役職名および歴代の在職者の一覧は以下の通り。

### スロベニア大臣（ユーゴスラビア連邦の閣僚）
- エドヴァルト・コツベク（英語版）（1945年3月7日 - 1945年5月5日）

### 首相
- ボリス・キドリッチ（英語版）（1945年5月5日 - 1946年6月）
- ミハ・マリンコ（英語版）（1946年6月 - 1953年）

### 行政評議会議長
- ミハ・マリンコ、1953年 - 1953年12月15日）
- ボリス・クライガー（英語版）（1953年12月15日 - 1962年6月25日）
- ヴィクトル・アウベリ（英語版）（1962年6月25日 - 1965年）
- ヤンコ・スモレ（英語版）（1965年 - 1967年）
- スタネ・カフチッチ（英語版）（1967年 - 1972年12月27日）
- アンドレイ・マリンツ（英語版）（1972年11月27日 - 1978年4月）
- アントン・ウラトゥシャ（英語版）（1978年4月 - 1980年7月）
- ヤネス・ゼムリャリッチ（英語版）（1980年6月 - 1984年5月23日）
- ドゥシャン・シニゴイ（英語版）（1984年5月23日 - 1990年5月16日）

## スロベニア共和国の政府首班
民主化後のスロベニア共和国（1990年～1991年）およびユーゴスラビア社会主義連邦共和国から独立後の同国（1991年以降）における、歴代政府首班は以下の通り。
| 所属 政党 | スロベニア自由民主党 (LDS) スロベニア人民党 (SLS) スロベニア・キリスト教民主党 (SKD) 社会民主統一リスト (ZLSD) → 社会民主党 (SD) スロベニア社会民主党 (SDSS) → スロベニア民主党 (SDS) | 新スロベニア・キリスト教人民党 (NSi) 積極的なスロベニア (PS) 現代中央党 (SMC) マリアン・シャレツ・リスト(LMS) 自由運動(GS) |

| 代 | 首相の氏名                               | 首相の氏名                            | 所属政党                            | 内閣                          | 在任期間                                                           | 連立与党 |
| -- | ---------------------------------------- | ------------------------------------- | ----------------------------------- | ----------------------------- | ------------------------------------------------------------------ | --- |
| 1  | ロイゼ・ペテルレ Lojze Peterle           |                                       | スロベニア・ キリスト教民主党 (SKD) | ペテルレ                      | 1990年5月16日 - 1992年5月14日                                      | 民主同盟 (SDZ) 社会民主同盟 (SDZS) 農民同盟 (SKZ)・緑の党 (ZS)                                                                |
| 2  | ヤネス・ドルノウシェク Janez Drnovšek    |                                       | スロベニア 自由民主党 (LDS)         | 第1次                         | 1992年5月14日 - 1993年1月25日                                      | 社会民主党 (SDSS)・民主党 (DS) 社会民主統一リスト (ZLSD) 緑の党 (ZS)・社会党 (SSS)                                            |
| 2  | ヤネス・ドルノウシェク Janez Drnovšek    | 第2次                                 | スロベニア 自由民主党 (LDS)         | 1993年1月25日 - 1997年2月27日 | 社会民主統一リスト (ZLSD) 社会民主党 (SDSS) キリスト教民主党 (SKD) | |
| 2  | ヤネス・ドルノウシェク Janez Drnovšek    | 第3次                                 | スロベニア 自由民主党 (LDS)         | 1997年2月27日 - 2000年5月3日  | 人民党 (SLS) 年金生活者民主党 (DeSUS)                              | |
| 3  | アンドレイ・バユク Andrej Bajuk          |                                       | スロベニア人民党 (SLS＋SKD)         | バユク                        | 2000年5月3日 - 2000年8月4日                                        | 社会民主党 (SDSS) |
| 3  | アンドレイ・バユク Andrej Bajuk          | 新スロベニア・ キリスト教人民党 (NSi) | 2000年8月4日 - 2000年11月17日       | バユク                        | 社会民主党 (SDSS)                                                  | |
| 4  | ヤネス・ドルノウシェク Janez Drnovšek    |                                       | スロベニア 自由民主党 (LDS)         | 第4次                         | 2000年11月17日 - 2002年11月11日                                    | 社会民主統一リスト (ZLSD) 人民党 (SLS＋SKD → SLS)                                                                             |
| 5  | アントン・ロップ Anton Rop               |                                       | スロベニア 自由民主党 (LDS)         | ロップ                        | 2002年11月11日 - 2004年11月9日                                     | 社会民主統一リスト (ZLSD) 人民党 (SLS)                                                                                        |
| 6  | ヤネス・ヤンシャ Janez Janša             |                                       | スロベニア民主党 (SDS)              | 第1次                         | 2004年11月9日 - 2008年11月21日                                     | キリスト教人民党 (NSi) 人民党 (SLS) 年金生活者民主党 (DeSUS)                                                                  |
| 7  | ボルト・パホル Borut Pahor               |                                       | 社会民主党 (SD)                     | パホル                        | 2008年11月21日 - 2012年2月10日                                     | ザレス - 新しい政治 (Zares) 年金生活者民主党 (DeSUS) 自由民主党 (LDS)                                                         |
| 8  | ヤネス・ヤンシャ Janez Janša             |                                       | スロベニア民主党 (SDS)              | 第2次                         | 2012年2月10日 - 2013年3月20日                                      | 年金生活者民主党 (DeSUS) スロベニア人民党 (SLS) 新スロベニア・キリスト教人民党 (NSi) 市民リスト (DL)                          |
| 9  | アレンカ・ブラトゥシェク Alenka Bratušek |                                       | 積極的なスロベニア (PS)             | ブラトゥシェク                | 2013年3月20日 - 2014年9月18日                                      | 社会民主党 (SD) 市民リスト (DL) 年金生活者民主党 (DeSUS)                                                                      |
| 10 | ミロ・ツェラル Miro Cerar                |                                       | 現代中央党 (SMC)                    | ツェラル                      | 2014年9月18日 - 2018年9月13日                                      | 社会民主党 (SD) 年金生活者民主党 (DeSUS)                                                                                      |
| 11 | マリヤン・シャレツ Marjan Šarec          |                                       | マリアン・シャレツ・リスト (LMS)    | シャレツ                      | 2018年9月13日 - 2020年3月13日                                      | マリアン・シャレツ・リスト (LMS) 社会民主党 (SD) 現代中央党 (SMC) アレンカ・ブラトゥシェク同盟 (SAB) 年金生活者民主党 (DeSUS) |
| 12 | ヤネス・ヤンシャ Janez Janša             |                                       | スロベニア民主党 (SDS)              | 第3次                         | 2020年3月13日 - 2022年5月25日                                      | 年金生活者民主党 (DeSUS) 現代中央党 (SMC)                                                                                     |
| 13 | ロベルト・ゴロブ Robert Golob            |                                       | 自由運動 (GS)                       | ゴロブ                        | 2022年5月25日 - （現職）                                           | 社会民主党 (SD) Levica |